# PGC 25653
LEDA/PGC 25653 ist eine Spiralgalaxie vom Hubble-Typ Sb im Sternbild Schiffskompass am Südsternhimmel. Sie ist schätzungsweise 217 Mio. Lichtjahre von der Milchstraße entfernt. Gemeinsam mit NGC 2772 bildet sie ein interaktives Galaxienpaar.